# Pueblo de madera
Pueblo de madera es una película mexicana dirigida por Juan Antonio de la Riva y protagonizada por Angélica Aragón, Gabriela Roel, Alonso Echánove, Mario Almada i Dolores Heredia. És el tercer llargmetratge del cineasta oriünd de San Miguel las Cruces, Durango, on ja havia documentat la vida del seu poble natal en un curtmetratge titulat Polvo vencedor del sol i el seu primer llargometratge Vidas errantes.

## Argument
San Miguel de las Cruces és un poble fuster, en la serra nord de Mèxic. José Luis i Juan José són amics que estudien l'últim any de la primària, en les seves últimes vacances, ja que un d'ells emigrarà a la ciutat, es recrea la vida del poble: jornades de treball, la diversió del cinema, amors, desencantaments, balls, etc. Ambdós nens són cinèfils, per la qual cosa la crítica va comparar la cinta amb Cinema Paradiso

## Producció
El rodatge va iniciar el 28 de desembre de 1989 als Estudios Churubusco. Va tenir com locaciones la carretera vella a Cuernavaca i les poblacions El Salto, El Mildiez, Llano Grande i Chupadero a l'estat de Durango.

## Repartiment
- Aurelio: Alonso Echánove
- Marina: Gabriela Roel
- Nino: Ignacio Guadalupe
- José Luis: Jair de Rubín
- Juan José: Ernesto Jesús
- dueña tienda: Angélica Aragón
- Don Pancho: José Carlos Ruiz

## Recepció
L'estrena es va realitzar el 25 d'abril de 1991 als cinemes: Variedades, Galerías 2, Géminis 2, Elektra, Pecime y Tlatelolco.

## Premis
La pel·lícula va obtenir l'Herald per Millor Fotografia; l'Ariel (1991) a l'Escenografia; 3r Coral i Coral (1990) al Millor Guió en el Festival Internacional de nou Cinema Llatinoamericà de l'Havana, Cuba; va obtenir un Esment Especial del Jurat i Premi Ràdio Exterior Espanyola en la XVL Edició del Festival de Cinema Iberoamericà de Huelva (Espanya).